# Zespri
Zespri International Limited és el comercialitzador de kiwi més gran del món, present a més de 50 països. Zespri es va establir l'any 1988 amb el nom de "New Zealand Marketing Board" ("Junta de Màrqueting de Nova Zelanda") abans de constituir-se com a cooperativa de productors de kiwi de Nova Zelanda l'any 2000, rebatejant-se com a "Zespri International Ltd". La seva seu internacional es troba a Mount Maunganui, Nova Zelanda. No obstant, té productors autoritzats a Itàlia, França, Japó, Corea del Sud, Grècia i Austràlia, provant d'expandir-se a d'altres països. A Nova Zelanda el Kiwi creix de maig a octubre. Per satisfer la demanda dels consumidors durant tot l'any, Zespri comercialitza kiwi d'altes llocs de l'hemisferi nord de novembre a gener, com ara a Itàlia, Portugal o Espanya.
A octubre de 2022, els kiwis de la marca Zespri suposen un 57,6 % de la quota de mercat a l'Estat Espanyol.